# Kylskåpsmagnet

Ensidig magnet (Halbach array), där fältlinjer finns utanför magneten endast på en sida.

Kylskåpsmagnet är en magnet som används för att fästa saker på ett kylskåp. Då kylskåpet är en plats som de flesta medlemmarna i en familj går till väljer man i många familjer att fästa viktiga meddelanden, scheman, barnteckningar eller liknande på detta och för detta används vanligen magneter. Dessa kan ha olika utformning och likna små prydnadsföremål.
Under slutet av 1990-talet blev det vanligt med små kylskåpsmagneter i form av ord som man kunde använda för att skapa kylskåpspoesi.
Många kylskåpsmagneter är magnetiska bara på ena sidan. Det åstadkommer man med en så kallad "Halbach array" (se figur). Alla magnetiska nord- och sydpoler finns på samma sida, ungefär som många hästskomagneter bredvid varandra.

## Bildgalleri

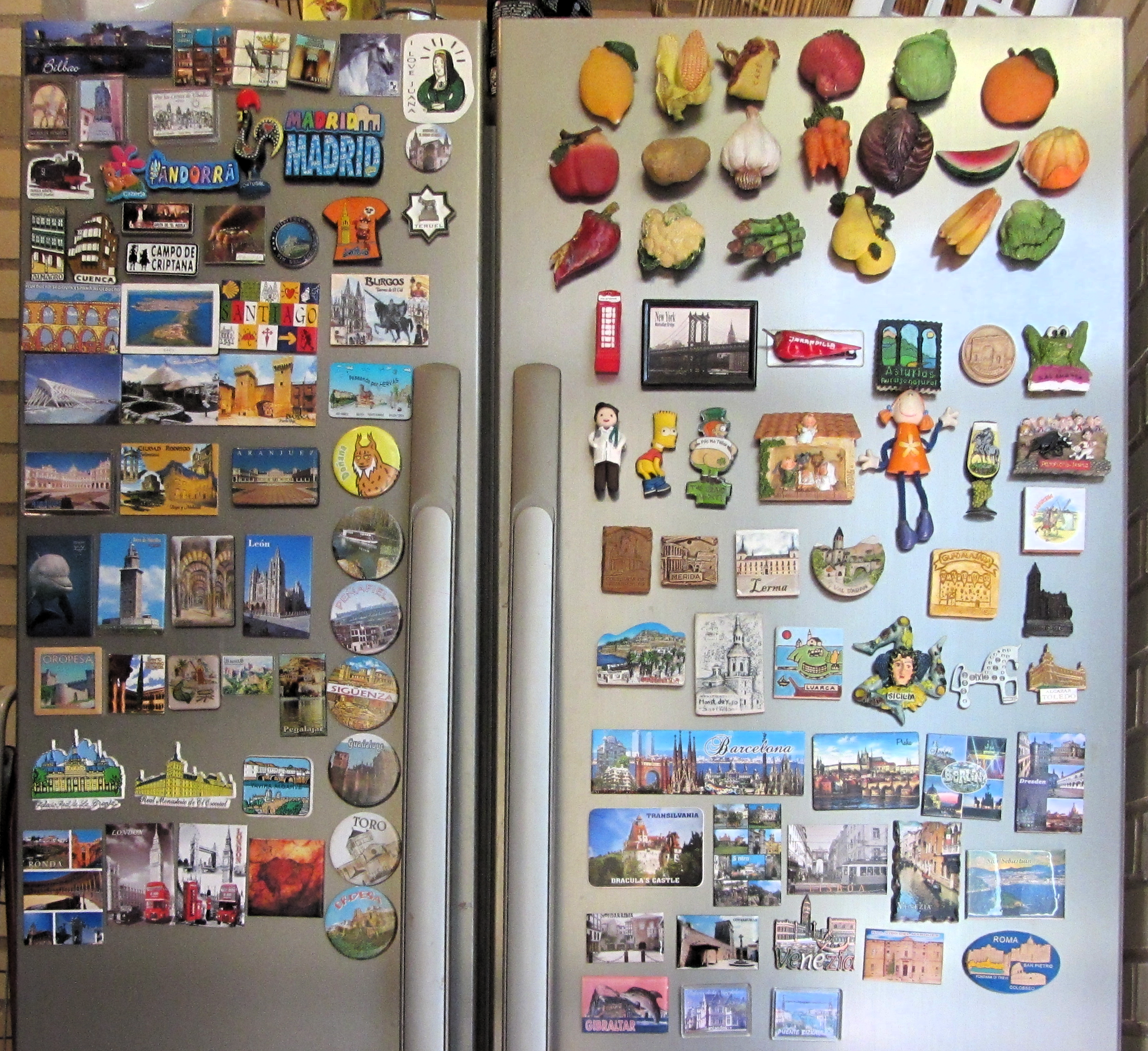
Kylskåpsmagneter.
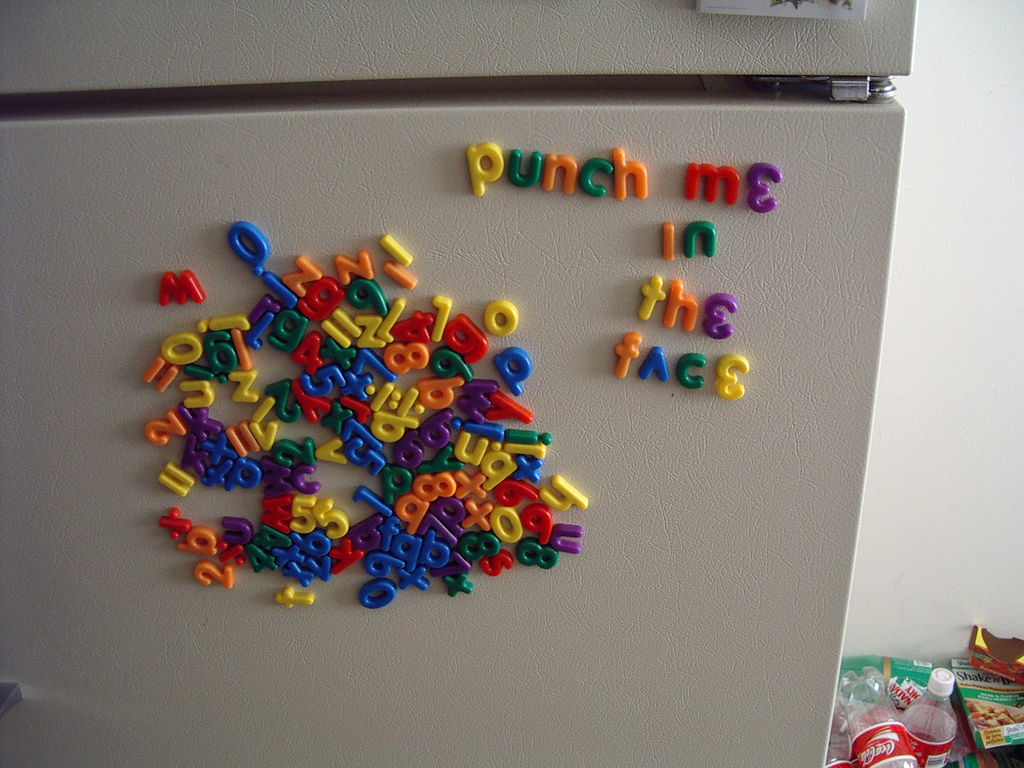
Kylskåpsmagneter i form av färgglada bokstäver.
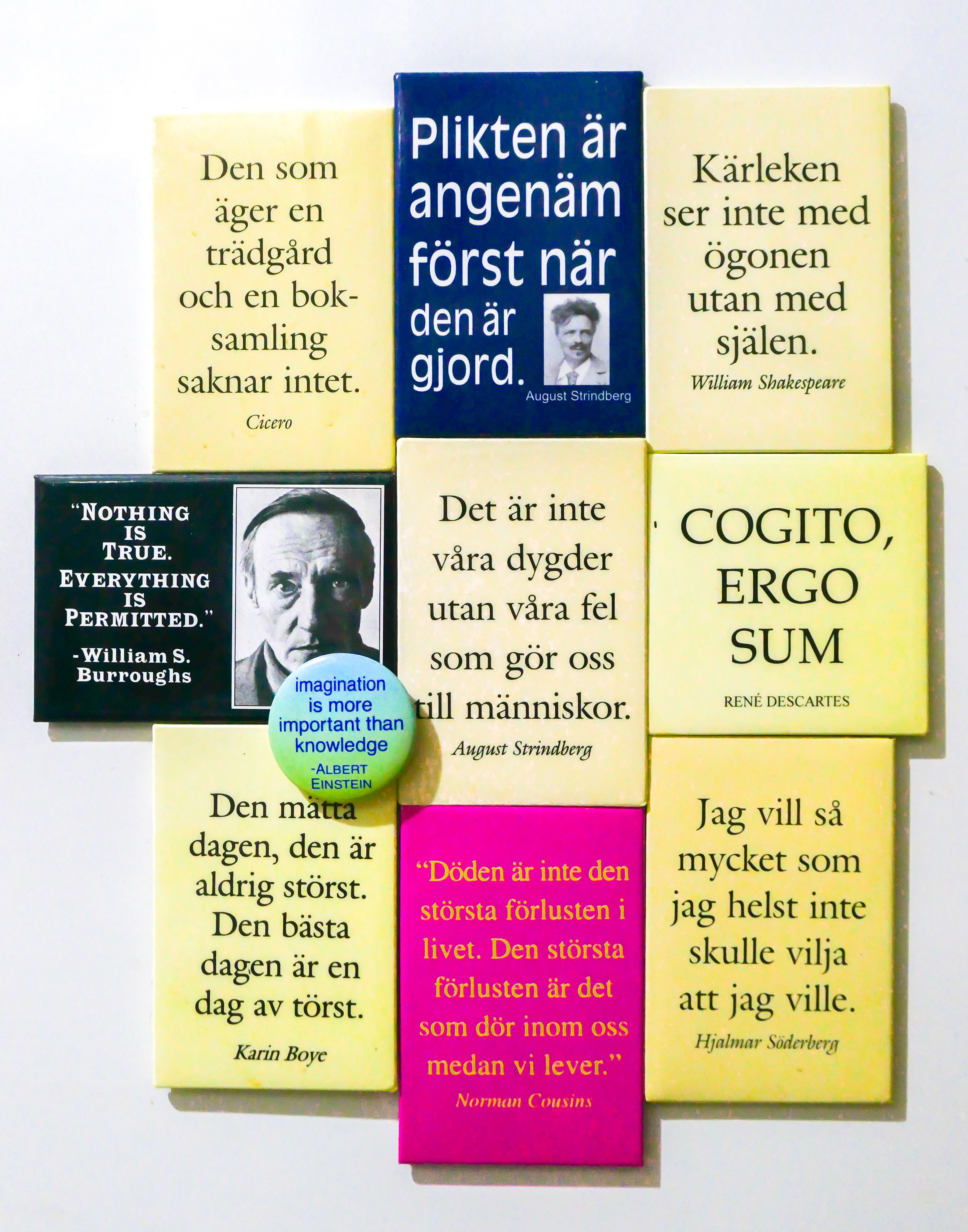
Kylskåpsmagneter  med citat.